# أوموونمي صادق
تعمل الأستاذة النيجيرية أوموونمي صادق (من مواليد 19 حزيران/ يونيو 1964) كعالمة ومخترعة كيميائية في جامعة بينغهامتون . قامت صادق بتطوير أجهزة استشعار كهروضوئية صغرى للكشف عن المخدرات والمتفجرات، وهي تعمل الآن على تطوير تقنيات لإعادة تدوير الأيونات المعدنية من النفايات، لاستخدامها في التطبيقات البيئية والصناعية. شاركت صادق في عام 2012 في تأسيس منظمة تقنية النانو المستدامة غير الربحية.

## التعليم والحياة المبكرة
وُلدت صادق في عام 1964 في لاغوس- نيجيريا. تضمنت عائلتها عددًا من العلماء الذين دعموا اهتماماتها في الفيزياء والكيمياء والبيولوجيا. حصلت على درجة البكالوريوس في الكيمياء من جامعة لاغوس عام 1985، وحصلت على درجة الماجستير في الكيمياء عام 1987. التحقت صادق بعد ذلك بجامعة ولونغونغ في أستراليا. حصلت في عام 1994 على الدكتوراه في الكيمياء من ولونغونغ.

## المهنة
```
دعمتها زمالة ما بعد الدكتوراه من المجلس القومي للبحوث كباحثة في 
وكالة حماية البيئة الأمريكية
 من عام 1994 إلى عام 1996.
[
2
]
 ثم قبلت منصبًا كأستاذ مساعد في الكيمياء في جامعة بينغهامتون في بينغهامتون- 
نيويورك
. تمت ترقيتها إلى 
أستاذ مشارك
 في عام 2002، وأستاذة كاملة في عام 2005. أصبحت بعد ذلك مديرة لمركز المستشعرات المتقدمة والأنظمة البيئية (CASE) في بينغهامتون. عملت صادق كباحث زائر في مختبرات البحوث البحرية، 
وجامعة كورنيل
 ، 
وجامعة هارفارد
.
[
2
]
```

تدرس صادق كيمياء السطوح مع التركيز بشكل خاص على تطوير أجهزة الاستشعار الحيوية لاستخدامها في الكيمياء البيئية. وجدت أن البوليمرات الموصلة أو الناقلة لها مجال استخدام واعد في تطبيقات الاستشعار. طورت صادق كذلك أجهزة استشعار حيوية صغرى حساسة لبعض المواد العضوية، وهي التكنولوجيا التي يمكن استخدامها للكشف عن المخدرات والقنابل. درست أيضًا آليات إزالة السموم من النفايات مثل مركبات الكلور العضوي في البيئة، بهدف تطوير تقنيات إعادة تدوير أيونات المعادن من النفايات الصناعية والبيئية. زادت الإنزيمات الميكروبية -في أحد المشروعات- من تحويل الكروم شديد السمية (VI) إلى الكروم غير السام (III) من 40 ٪ إلى 98 ٪. يُنسب الفضل لها في أكثر من 135 ورقة بحثية وبراءة اختراع. تحمل صادق براءات اختراع أمريكية على أنواع معينة من أجهزة الاستشعار البيولوجي. كانت في عام 2011 رئيسة مؤتمر جوردون الافتتاحي لتقنية النانو البيئية. شاركت صادق وبربارة كارن في عام 2012 في تأسيس منظمة تكنولوجيا النانو المستدامة، وهي جمعية مهنية دولية غير ربحية توجه إلى الاستخدام المسؤول للتكنولوجيا النانوية في جميع أنحاء العالم.
تعتبر صادق زميل مُنتخَب في الجمعية الملكية للكيمياء (2010) والمعهد الأمريكي للهندسة الطبية والبيولوجية (انتُخبت عام 2012)، وهي أيضًا عضو في الجمعية الكيميائية الأمريكية. تعمل صادق كذلك مع وكالة حماية البيئة والمؤسسة الوطنية للعلوم، وكانت أيضًا جزءًا من لجنة دراسة المعاهد الوطنية للصحة حول الأجهزة وتطوير النظم. شاركت صادق في التعاون الدولي مع مركز اليونسكو الدولي للديناميكا الحيوية في بوخارست، رومانيا، جامعة إجي في تركيا، وجامعة فوكوي في اليابان.

## الجوائز
- زمالة المجلس الوطني للبحوث في عام 2000.[12]
- جائزة رئيس الجامعة للأبحاث في العلوم والطب من جامعة ولاية نيويورك في عام 2001.[8]
- جائزة رئيس الجامعة للمستثمرين الرئيسيين من جامعة ولاية نيويورك في عام 2002.[8]
- زمالة رادكليف المتميزة من جامعة هارفارد في الأعوام 2003- 2004.[13]
- زمالة من مؤسسة العلوم الوطنية 2005- 2006.[14]
- جائزة وسام الاستحقاق الوطني النيجيري في عام 2016.[15][16]
- زمالة جيفرسون للعلوم في عام 2017.[17]
- جائزة الاستحقاق الأسترالية.[2]